# Теотокис, Константинос
Стефанос-Константинос Теото́кис (греч. Στέφανος-Κωνσταντίνος Θεοτόκης; 13 марта 1872, Керкира — 1 июля 1923, Керкира) — греческий писатель, поэт и переводчик, видный представитель Семиостровной школы греческой литературы, «предтеча социалистической (художественной) литературы» Греции.

## Биография

### Молодость
Константинос Теотокис родился на острове Керкира, в семье Маркоса Теотокиса и Ангелики Полилала. Отец принадлежал аристократическому роду Теотокисов, члены которого были известными политиками и дипломатами ещё с XIV века.. В семье Маркоса Теотокиса было ещё два мальчика. Константин Теотокис учился в «Училище Каподистрии», затем в «Керкирейской гимназии».
Ещё будучи учеником, он написал школьную инструкцию по изготовлению игрушек из бумаги. В тот же период проявился его интерес к естественным наукам. В 1884 году, в возрасте 14 лет, он начал издавать с одним из своих братьев газету Надежда (Ελπίς). В 1887 году он издал своё исследование о электрохимическом телеграфе. Другое своё исследование, о пилотируемом воздушном шаре, он послал в Французскую академию наук и получил за него похвальную грамоту.
В возрасте семнадцати лет, в 1889 году, уехал в Париж и записался на физико-математический факультет Сорбонны (Парижский университет).
В Париже он посещал уроки филологии, математики, медицины и химии, не получив однако никакого диплома. Кроме французского языка, Теотокис изучил английский, немецкий, итальянский и латынь, а также санскрит. Будучи полиглотом с молодого возраста (кроме древнего греческого он знал и древний персидский и древний еврейский), что позволило ему в дальнейшем, кроме прозы, уделить внимание и переводам и поэзии. В возрасте 19 лет он написал на французском свою первую работу, «La vie des Montagnes», которая была опубликована издательством «Mercure de France».
Расточительная светская жизнь вынудила его через два года покинуть Париж и продолжить учёбу в Венеции. Здесь он сошёлся с баронессой Эрнестиной фон Малович, родом из Богемии, которая была старше Теотокиса на 17 лет. После вмешательства отца, Теотокис временно прервал эту связь, но через два года женился на ней в Богемии. В 1895 году у четы родилась дочь.

### Возвращение на Керкиру
В 1895 году Теотокис забросил всякую учёбу и с супругой переехал на Керкиру и обосновался в загородном имении Карусатес.
С этого периода ведёт своё начало его дружба с поэтом Лорендзосом Мавилисом.
Под влиянием Мавилиса он примкнул к движению сторонников современной разговорной формы греческого языка. В этот период он также проникся первыми социалистическими идеями, которые в дальнейшем стали характеризовать его работы.
У Мавилиса он также заимствовал интерес к санскритской мифологии.

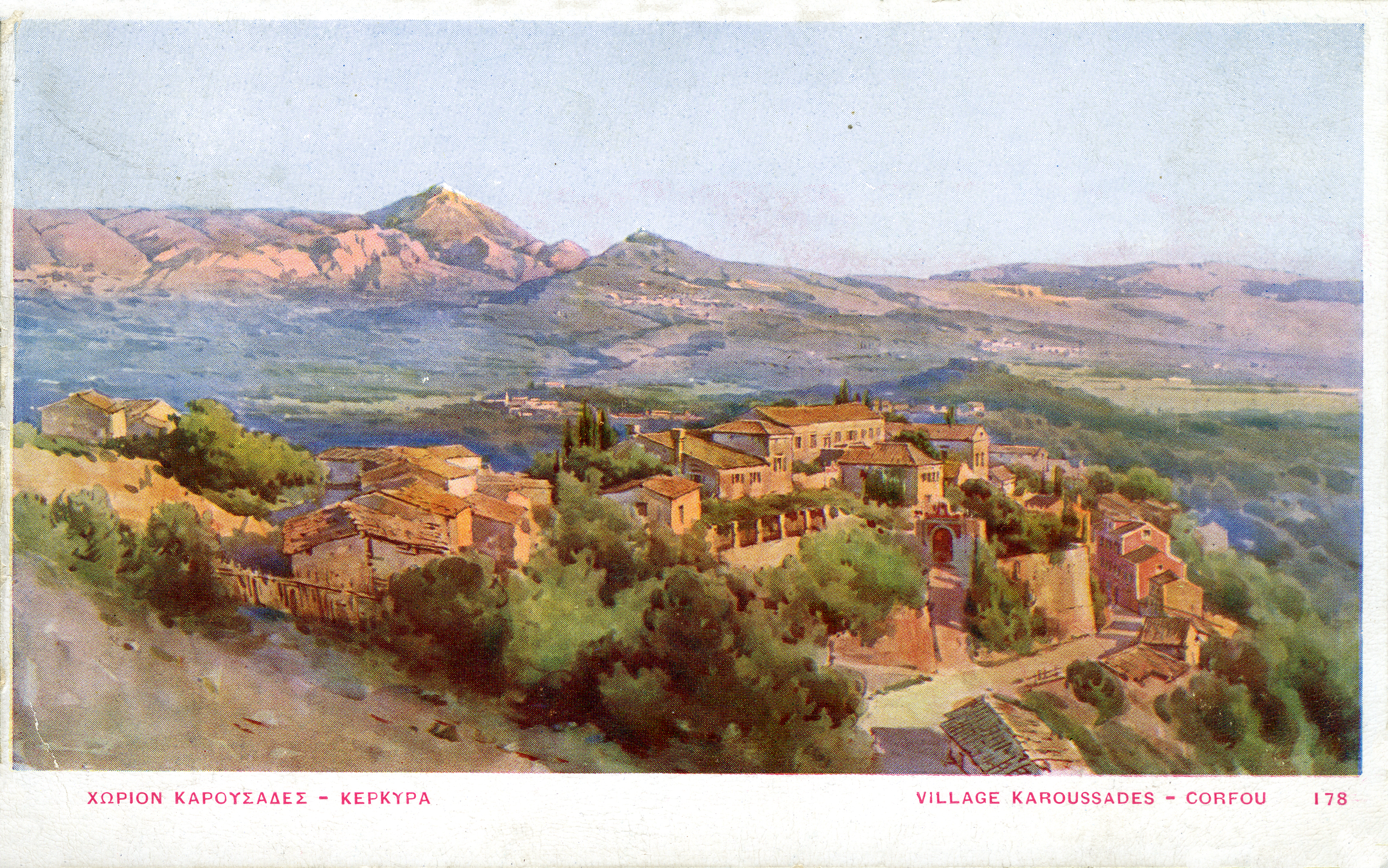
Поместье Карусадес, работа художника Ангелоса Яллинаса.

Вместе с Мавилисом Теотокис принял участие в Критском восстании в 1896 году в качестве добровольца и греко-турецкой войне в следующем, 1897 году, возглавляя в Фессалии организованный им же отряд добровольцев.
Он совершил шестимесячную образовательную поездку в университет Граца (1898), переключив свой интерес на теоретические (гуманитарные) науки.
В 1899 году он публиковал в продолжениях в журнале «Искусство» Константина Хадзопулоса свои повести «Страсть» и «Пистома».
В 1900 году, в возрасте 5 лет, от менингита умерла его дочь Эрнестина.
В 1901 году он опубликовал рассказ «Juventus Mundi» и в следующем году «Кассопи».
В 1902 году, по случаю столетия со дня рождения Дионисия Соломоса, он посетил Закинф, после чего опубликовал очерк о Соломосе в венской газете Neue Presse.
В 1903 году Теотокис познакомился с поэтессой и феминисткой Ирини Дендрину, что послужило началом их многолетней дружбы. Дендрину посвятила Теотокису несколько своих стихотворений.
В 1904 году Теотокис опубликовал в журнале Нумас свой трактат о санскрите и кафаревусе.
В 1905 году он организовал на Керкире съезд сторонников димотики.
В период 1908—1909 годов он продолжил своё образование в университете Мюнхена, где отрёкся от Ницше и принял учение К. Маркса. В ходе этой второй поездки, он вошёл в контакт с движением социалистов. Он переписывается и координирует свои взгляды с греческим социалистом Хадзопулосом и приобщившись к учению социализма, после своего возвращения в Грецию Теотокис инициировал создание Социалистического общества и Союза взаимопомощи рабочих Керкиры (1910—1914), и одновременно поддержал движение за равноправие женщин.
Он также выступал против политики своего родственника, министра, а затем премьер-министра (1899—1901/1903 — 1904/1905 — 1909) Георгиоса Теотокиса.
В 1912 году Теотокис был награждён греческим правительством Крестом Ордена Спасителя, но отказался принять награду.

### Первая мировая война
В период Первой мировой войны Теотокис вступил Партию Либералов Э. Венизелоса, после чего принял активное участие в Движении Национальной Обороны.
В 1916 был послан министром иностранных дел салоникского правительства Национальной обороны, Николаосом Политисом со специальной миссией в Рим.
По возвращении из Италии был назначен представителем правительства Национальной обороны на Керкире. В 1918 году, с переездом правительства Национальной обороны в Афины, Теотокис также переехал в греческую столицу. Однако потеряв в 1917 году всё своё имущество (приданное жены) в Австрии, он был вынужден принять должность директора отдела цензуры, но всего лишь через два дня он подал в отставку. Он был временно назначен внештатным служащим в «Службу иностранцев и докладов» и наконец в Национальную библиотеку, сначала секретарём а затем директором отдела.

### Последние годы жизни
Пытаясь разрешить свои финансовые проблемы, Теотокис соглашался на заниженную предоплату своих работ издательствами Василиу и Элефтерудакиса. Так на свет появились одни из самых известных его работ («Осуждённые», «Жизнь и смерть Каравеласа», «Рабы в своих цепях») и переводы Гёте («Герман и Доротея»), Шекспира («Оттело», «Гамлет», «Король Лир»), Флобера («Госпожа Бовари», I том) и Рассела («Проблемы философии»).
Последние годы своей жизни Теотокис прожил с лишениями и больной.
В 1922 году Теотокису был поставлен диагноз рак желудка. Его оперировали в афинском госпитале «Эвангелизмос», после чего, по совету врачей, он уехал на родину.
Константинос Теотокис умер на Керкире 1 июля 1923 года, в возрасте 51 года.

## Вклад Теотокиса в греческую литературу

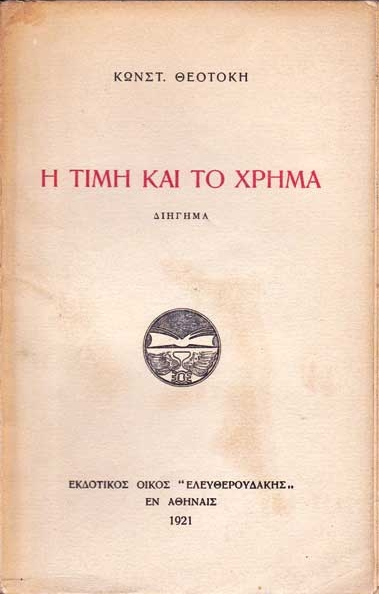
Честь и деньги, издание 1921 года.

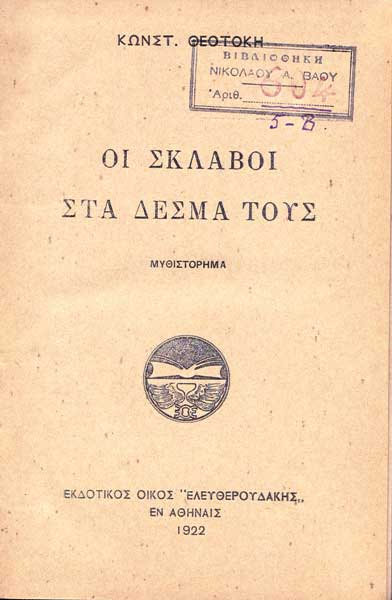
Рабы в своих цепях, издание 1922 года.

К. Теотокис внёс значительный вклад в греческую литературу начала века. В его обширных рассказах Честь и деньги, Жизнь и смерть Каравеласа, Осуждённый и Рабы в своих цепях прослеживается драматизм повествования и реалистическое отображение жизни в этнографической атмосфере, но вдохновлённой философскими тенденциями писателя. Его маленькие рассказы, которые первоначально были опубликованы в журнале Искусство К Хадзопулоса и в журнале Нумас, а затем позже были изданы отдельной книгой под названием Керкирейские истрии, передают с простотой и скупостью жизнь Керкиры той эпохи. Является неопровержимым фактом то, что он находился под влиянием Ницше в раннем периоде своей писательской деятельности, когда он написал свой роман Страсть (1899) и рассказ Пистома. В его поэтических работах господствуют переводы Шекспира — Буря, Макбет, Король Лир и Оттело. Он также перевёл Георгика Вергилия, Герман и Доротея Гёте, Федон  Платона, и с санскрита: Абхиджняна-Шакунталаи Малавикагнимитрам Калидасы. Он также написал 32 сонета, в основном эротической тематики, которые выделяются деликатностью его чувств.
Социалистические идеи Теотокиса в такой мере характеризуют его прозу, что греческий писатель коммунист Т. Адамос пишет, что Константин Теотокис, вместе с Костасом Пароритисом, своими работами открыли путь социалистическому реализму, задолго до появления и утверждения этого термина.
Другие литературные критики считают, что социалистические идеи, которые характеризуют его работы, несут с собой слабости романтического социализма. Но сила его искусства такова, что и те из его критиков, которые не скрывают своей антипатии к социалистическим идеям, не могут не признать Теотокиса как писателя.

## Работы
Романы
- Жизнь в горах (Vie de montagne, Paris, Perrin et Cie. Libraires — `Editeurs, 1895 -πρωτόλειο.)
- Жизнь и смерть Каравеласа (Η ζωή και ο θάνατος του Καραβέλα, Περ. Λογοτεχνία, τόμ. Α΄ Μάρτ. 1920 & τὀμ. Β΄ Ιούλ. 1920 / Αθήναι, εκδ. οικ. Γ.Ι. Βασιλείου, 1920 / Βιβλιοπωλείον της Εστίας, 1990 / Νεφέλη, 1990 / Δωρικός, 1996 / εκδ. «Ιδέες», Κέρκυρα)
- Рабы в своих цепях (Οι σκλάβοι στα δεσμά τους, Ελευθερουδάκης 1922// Τυπογραφείο «Κείμενα», 1981 / Σύγχρονη Εποχή, 1987 / Εκδ. ΝΕΑ ΣΥΝΟΡΑ — Α.Α. Λιβάνη, 1991.)

Новеллы
- Страсть (Το Πάθος, 1899.)
- Честь и деньги (Η τιμή και το χρήμα, Περ. Ο Νουμάς, τεύχ. 484—497, 1912 / Εκδ. της «Συντροφιάς των Εννιά», Χρωμοτυπολιθογραφείο Αφών Ασπιώτη, Κέρκυρα 1914 / Ελευθερουδάκης 1921 / Τυπογραφείο «Κείμενα» 1969, 1978, 1984 / γράμματα, 1991/ Νεφέλη, 1993.)
- Осуждённый (Κατάδικος, Βιβλιοπωλ. Γ.Ι. Βασιλείου, 1919 // «Βιβλιοθήκη Ελεύθερου Ανθρώπου» 1934 / «Κείμενα» 1973 / Βιβλιοπωλείον της Εστίας, 1997 / Νεφέλη, 1990 / Δωρικός, 1995 / Δαμιανός χ.χ.. / εκδ. «Ιδέες», Κέρκυρα)

Рассказы
- Жизнь госпожи Керкиры (Το βιο της κυράς Κερκύρας, 1898 / Τυπογραφείο «Κείμενα», Αθήνα, 1982 / Εικ. Μ. Ζαβιτσιάνος, Εκδ. Νεφέλη, Αθήνα, 1993.)
- Пистома (Πίστομα, Περ. Τέχνη, τεύχ. Ιαν. 1899.)
- Juventus Mundi, Περ. Διόνυσος, τεύχ. ΙΙ, τομ. Α΄, 1901.
- «Ещё» (Ακόμα;, Περ. Ο Νουμάς, τεύχ. 82, (Φεβρ. 1904).
- «Кассопи» (Κασσώπη, Περ. Ο Νουμάς, τεύχ. 93, (Απριλ. 1904).
- «Каин» (Κάιν, Περ. Ο Νουμάς, τεύχ. 139, (Μάρτιος 1905).
- «Апеллес» (Απελλής, Περ. Ο Νουμάς, τεύχ. 139, (Μάρτιος 1905)/ Τυπογραφείο «Κείμενα» 1983 /Εκδόσεις ΑΓΡΑ 1991.)
- «Честный мир» (Τίμιος κόσμος, Περ. Ο Νουμάς, τεύχ. 148, (Μάιος 1905).
- «Жизнь села» (Η ζωή του χωριού, Περ. Ο Νουμάς, τεύχ. 151 (Ιούνιος 1905).
- «Брак Сталахти» (Η παντρειά της Σταλαχτής, Περ. Ο Νουμάς, τεὐχ. 167 (Οκτ. 1905).
- «Две любви» (Οι δυο αγάπες, Περ. Ο Νουμάς, τεύχ. 387—390 (Απριλ. — Μάιος1910).
- «Сгрешила ?» (Αμάρτησε;, Επιθ. Εθνικόν Ημερολόγιον Κων/νου Σκόκου, 1913.)
- «Незаконная любовь» и «Неизданный рассказ» (Αγάπη παράνομη, Διήγημα ανέκδοτο, Επιμ. Φίλιππος Βλάχος, Καστανιώτης, Αθήνα,1977.)
- «Поп Иорданис Пасихирос и его приход» (Ο παπά Ιορδάνης Πασίχαρος και η ενορία του (ανολοκλήρωτο) 1923 / Φιλ. επιμελ. Γιάννης Δάλλας, Εκδ. δια χειρός-ΣΥΝΕΧΕΙΑ, Αθήνα, 1994.)
- «Конец мира. Сон Сатниса. Керкира, Неизданные рассказы» (Η χάση του κόσμου. Το όνειρο του Σατνή. Κέρκυρα, Ανέκδοτα διηγήματα, Τυπογραφείο «Κείμενα», Αθήνα, 1981.

Сборники рассказов
- «Каин, Честный мир и другие рассказы» (Κάιν, Τίμιος Κόσμος και άλλα διηγήματα, εκδ. Πατάκης, Αθήνα,1999.
- «Керкирейские истории» (Κορφιάτικες ιστορίες Προλ. Ειρήνης Α. Δενδρινού, Εταιρεία προς ενίσχυσιν των Επτανησιακών Μελετών, Κέρκυρα, 1935.
- «Керкирейские истории» (Κορφιάτικες ιστορίες (Πίστομα, Ακόμα;, Κάιν, Η ζωή του χωριού, Υπόληψη, Τίμιος κόσμος, Η παντρειά της Σταλαχτής, Αγάπη παράνομη, Οι δυο αγάπες, Αμάρτησε;), εισαγ. Γιάννης Δάλλας, με 11 χαράγματα του Μάρκου Ζαβιτσιάνου, Επίμετρο & Γλωσσάρι, Τυπογραφείο «Κείμενα», 1982.)
- «Керкирейские истории» (Κορφιάτικες ιστορίες, Επιμ. Γιάννης Δάλλας, Γαβριηλίδης, 2005.)
- «Керкирейские истории» (Κορφιάτικες ιστορίες, με γλωσσάρι του Αρ. Κάντα, Εκδ. Ιδέες, Κέρκυρα χ.χ..)

Стихи
- «Неизданные сонеты Константина Теотокиса» (Ανέκδοτα σονέτα του Κωνσταντίνου Θεοτόκη, Επιμέλεια Φίλιππος Βλάχος /περ. Πόρφυρας : «ΚΩΝΣΤΑΝΤΙΝΟΣ ΘΕΟΤΟΚΗΣ, Αφιέρωμα», Τεύχη 57-58, σσ. 207—249 (1 τόμος), Κέρκυρα, Απρίλης — Σεπτέμβρης 1991.)
- «Сонеты» (Τα Σονέτα, Εισ. & επιμ. Ορ. Αλεξάκης, Ωκεανίδα, Αθήνα, 1999).

## Переводы
- Георгика Вергилия, (μτφ. από τα Λατινικά, α' εκδ. «Δρόμων»", 2013
- «Оттело» Шекспира (Ὁ Ὀθέλλος, ὁ Μαῦρος τῆς Βενετίας — τραγῳδία τοῦ Γουΐλιαμ Σαίξπηρ, α' εκδ. «Γ. Ι. Βασιλείου» 1915.)
- «Буря» Шекспира (Ἡ τρικυμία: Τραγῳδία τοῦ Γουλιέλμου Σαίξπηρ, α' εκδ. «Γραμμάτης», 1916.)
- «Герман и Доротея» Гёте (Ἑρμᾶννος καί Δωροθέα, Γκαίτε, α΄έκδ. «Βασιλείου», 1920.)
- «Макбет» Шекспира (Μάκβεθ: Τραγωδία τοῦ Γουλιέλμου Σαίξπηρ, α΄έκδ. «Ελευθερουδάκης», 1923.)
- Проблемы философии Рассел, Бертран (Τα προβλήματα της φιλοσοφίας, Μπέρναρντ Ράσελ, α' έκδ. «Γ. Ι. Βασιλείου», 1923.)
- Госпожа Бовари Флобер, Гюстав (Ἡ κυρία Μποβαρύ, Γκυστάβ Φλωμπέρ, α' έκδ. «Βασιλείου», 1923—1924.)
- «Нала и Дамаянти» (Νάλας και Νταμαγιάντη, επεισόδιο του Μαχαμπχαράτα, μετάφραση Λορέντζου Μαβίλη και Κωνσταντίνου Θεοτόκη — εισαγωγή του Hermann Camillo Kellner, α΄ έκδ. «Ελευθερουδάκης», 1928.)
- Гамлет Шекспира (Ὁ Ἃμλετ : Τραγωδία σέ πέντε πράξεις, Γουΐλλιαμ Σαίξπηρ, α΄εκδ. «Μιχαλᾶ» ,1977
- De rerum natura Лукреция (Περί Φύσεως (De rerum natura), Λουκρήτιος, α΄έκδ. «Τυπογραφείο ΚΕΙΜΕΝΑ», 1986)